# Sprava (Mazzini)
Sprava je roman slovenskega pisatelja Miha Mazzinija, ki ga je sam označil kot "domačijski roman s poanto" o starem belogardistu in partizanu, ki se srečata v letu razpada Jugoslavije.

## Ocene
- "Roman Sprava Mihe Mazzinija je odlična knjiga, ki obravnava težko tematiko, na trenutke pa je začinjena s ciničnim humorjem in z zelo dobrimi prispodobami.", Maja Car Marn, Dobre knjige, 28.7.2021[1]